# 見城
見城，是以高雄和鳳山縣舊城作為歷史故事背景，再融合歌仔戲、豫劇等傳統戲曲以及環境劇場的舞台劇，演出地點在鳳山縣舊城東門，是見城計畫 （页面存档备份，存于）的執行項目之一，首次演出時作為高雄春天藝術節的閉幕劇，第二次則做為開幕劇。首次演出時，原為2016年7月8日、9日正式演出，但因颱風影響而延至2016年7月9日、10日。
全劇透過「築城、攻城、拆城、住城」來講述鳳山縣舊城從明鄭時期、清領時期、日治時期、戰後時期等各個時代的更迭。

## 劇情
居住在仙界的石城君失去了過往的記憶，水靈仙人及山女為了幫他尋回記憶，而展開了一場時空之旅，並在這場時空之旅中尋回自己的記憶和價值。

## 演員
| 演員   | 飾演角色 |
| ------ | -------- |
| 唐美雲 | 石城君   |
| 許秀年 | 山女     |
| 小咪   | 水靈仙人 |
| 陳昭香 | 林道乾   |
| 郭春美 | 風一郎   |
| 王海玲 | 眷村大姊 |
| 孫凱琳 | 林爽文   |
| 吳奕萱 | 莊大田   |
| 李文勳 | 土城伯公 |
| 杜健瑋 | 彩衣公   |
| 李嘉   | 黑炭君   |
| 劉建華 | 朱一貴   |
| 楊啟青 | 錦雞     |
| 簡嘉誼 | 秀萍     |
| 孫詩雯 | 林金蓮   |
| 蔡淑芬 | 皇帝     |
| 郭宗翰 | 大臣     |

### 表演團體
- 唐美雲歌仔戲團

- 台灣豫劇團

- 明華園天字戲劇團

- 春美歌劇團

- 勝秋戲劇團

- 淑芬歌劇團

- 藝人歌劇團

- 高雄市國樂團

- 台灣旋律合唱團

- 高雄醫學大學校友合唱團

#### 特別參與
- 國立台灣戲曲學院 歌仔戲學系

- 兒童豫劇體驗營

- 大滿舞團

- 高雄市立左營高級中學

- 國立中山大學

- 高雄市中華藝術學校

- 鳳邑舊城城隍廟

- 少年歌子歌仔戲人才培育計畫

## 製作團隊
- 藝術總監：史哲

- 製作人：林茂賢

- 歷史顧問：吳密察

- 導演：李小平

- 副導演：殷青群、劉建幗

- 指揮：郭哲誠

- 編劇：劉建幗

- 舞台設計：曾蘇銘

- 燈光設計：車克謙

- 影像設計：徐逸君、陳瓊珠

- 服裝設計：邱聖峰

- 音樂統籌：周以謙

- 編腔設計：陳歆翰

- 編曲：郭珍妤

- 豫劇編腔：王海玲、施恆如

- 舞台監督：陳威宇

- 舞監助理：楊世丞

- 導演助理：陳璟慧、李昕庭

## 外部連結
- 高雄市政府文化局 見城計畫網站 （页面存档备份，存于）